# 교향곡 5번 (브루크너)
안톤 브루크너(Anton Bruckner)가 작곡한 교향곡 5번 B-플랫 장조 WAB 105는 1875~1876년에 작성되었으며 향후 2년 동안 약간의 변경이 이루어진다. 그것은 작곡가에게 문제와 환멸의 시간에 왔다. 소송에서 급여가 삭감되었다. 오스트리아-헝가리 제국의 교육 장관인 Karl von Stremayr에게 헌정된 이 교향곡은 때때로 "비극적인", "신앙의 교회" 또는 "피치카토"라는 별명을 얻었다. Bruckner 자신은 이 이름이나 다른 이름을 공식적으로 적용하지 않고 "Fantastic"이라고 불렀다.
5번은 1887년 4월 20일 비엔나의 뵈젠도르퍼잘에서 Joseph Schalk 와 Franz Zottmann에 의해 두 대의 피아노 로 공개적으로 처음 연주되었다. 1894년 4월 8일 프란츠 샬크 가 1894년 4월 8일 그라츠에서 바그너 방식으로 오케스트라를 변경하고 피날레의 122마디를 생략한 정통 "샬크 버전"의 오케스트라 연주를 지휘했다. Bruckner는 아파서 참석할 수 없었다. 그는 사실 오케스트라가 연주하는 이 교향곡을 들어본 적이 없다.

## 악기편성
플루트3, 오보에3, 클라리넷3, 바순3, 호른4, 트럼펫3, 트롬본3, 튜바, 팀파니, 현 5부

## 구조
교향곡은 외견상 폭풍우와 스트레스의 작품이 아니지만, 브루크너의 가장 대조적으로 복잡한 작품 중 하나인 "운동"의 한 부분이다. 네 가지 움직임이 있다 . 클라이막스는 마지막 악장 끝 부분 의 코랄에서 비정상적으로 늦게 나타나 해석에 큰 어려움을 준다.
1. Introduction: Adagio – Allegro (B♭ major)
2. Adagio: Sehr langsam (D minor)
3. Scherzo: Molto vivace (D minor)
4. Finale: Adagio – Allegro moderato (B♭ major)

3악장을 제외한 모든 악장은 피치카토 현으로 시작하므로 위에서 언급한 별명이다. 피치카토 모양은 바깥쪽 움직임이 하나의 그림을 공유하고 중간 움직임이 다른 그림을 공유한다는 점에서 대칭이다.

## 참고 문헌
1. 1 2  , Cambridge University Press https://books.google.com/books?id=ZDPCd_3Zg0gC&pg=PA33 |제목=이(가) 없거나 비었음 (도움말)